# سندرم نورولپتیک بدخیم
سندرم نورولپتیک بدخیم (به انگلیسی: Neuroleptic malignant syndrome) که به اختصار NMS نامیده می‌شود. عارضه ای است که علل مختلفی دارد ولی اغلب ناشی از مصرف داروهای آنتاگونیست گیرنده دوپامین به وجود می‌آید. داروهایی مانند هالوپریدول و کلرپرومازین از علل این سندرم هستند. NMS می‌تواند در شرایطی مرگبار باشد.

## علایم
- سفتی عضلانی
- هیپرترمی (افزایش دمای بدن)
- تعریق
- اشکال در بلع
- ترمور (لرزش)
- بی‌اختیاری ادراری
- تغییر سطح هوشیاری
- موتیسم
- تاکیکاردی (افزایش ضربان قلب)
- افزایش فشار خون
- لکوسیتوز
- شواهد آزمایشگاهی دال بر صدمه عضلانی (مثل افزایش کراتین فسفوکیناز)[۱]

## درمان
سندرم نورولپتیک بدخیم یک وضعیت اورژانس است. عدم درمان ممکن است به مرگ بینجامد. اولین قدم درمان با کاهش سریع دما و قطع داروهای آنتی‌سایکوتیک می‌باشد. دانترولن، آمانتادین، داروهای آگونیست دوپامین مانند بروموکریپتین، آپومورفین و بنزودیازپین‌ها در درمان بکار رفته‌اند.